# Борг в любові
«Борг в любові» (латис. «Parāds mīlestībā») — радянський художній фільм режисера Варіса Брасли, знятий на Ризькій кіностудії в 1984 році.

## Сюжет
Розповідь про сильне почуття, яке зв'язало двох молодих людей — Арніса і Монту. Вона — вчорашня студентка, він — працівник металургійного комбінату, непоганий музикант, який вечорами грає на трубі в ресторанному оркестрі. Маленькі задоволення колишнього життя Арніса стали перешкодою для закоханих. Монта відмовилася від побачень і її новому другові довелося докласти чимало старань (включаючи знайомство і серйозну розмову із суворим батьком дівчини), щоб отримати позитивну відповідь на свою наполегливу пропозицію руки і серця.

## У ролях
- Енріко Авотс — Арніс
- Ілона Озола — Монта
- Ілга Томасе — Ілона
- Мартиньш Вердиньш — Зілберт
- Армандс Рейнфельдс — Янка
- Едгар Лієпіньш — Жаніс
- Едуардс Павулс — Едіс

## Знімальна група
- Автори сценарію: Ерік Куліс, Егонс Лівс
- Режисер-постановник: Варіс Брасла
- Оператор-постановник: Угіс Егле
- Композитор: Імантс Калниньш
- Художник-постановник: Ієва Романова
- Звукооператор: А. Патрикеєва
- Режисер: Юріс Целмс
- Оператор: Гунарс Крієвс
- Художник по костюмам: Е. Талена
- Художник-гример: Я. Ріба
- Монтажер: Т. Мусницька
- Редактори: А. Брокс, Н. Золотонос
- Музика у виконанні ансамблю «Кредо»
- Директор: Георг Блументаль